# The Awakening of John Bond
The Awakening of John Bond è un cortometraggio muto del 1911 diretto da Oscar C. Apfel (Oscar Apfel) e Charles Brabin.

## Trama
Il proprietario di stabili fatiscenti scopre quanto sia importante mantenere gli alloggi sani e puliti quando sua moglie si ammala di tubercolosi.

## Produzione
Il film fu prodotto dall'Edison Company.

## Distribuzione
Distribuito dalla General Film Company, il film uscì nelle sale cinematografiche statunitensi il 4 dicembre 1911. Copia della pellicola viene conservata negli archivi della Library of Congress.